# جی‌اس‌پی اطلس
جی‌اس‌پی اطلس (به انگلیسی: GSP Atlas) یک کشتی است که طول آن ۵۲٫۴۲ متر (۱۷۲٫۰ فوت) می‌باشد.